# Città delle Comore

Mappa delle Comore

Lista di città delle Comore classificate per isola.

## Anjouan
- Adda-Douéni
- Bambao Mtrouni
- Bazimini
- Domoni
- Jimilimé
- Koni-Djodjo
- Mirontsi
- Moya
- Mramani
- Mutsamudu (Capitale dell'isola)
- Ongoujou
- Ouani
- Pomoni
- Sima
- Tsimbeo

## Grande Comore
- Chezani
- Dembéni
- Foumbouni
- Hahaia
- Iconi
- Itsikoudi
- Koimbani
- Mbéni
- Mitsamiouli
- Mitsoudjé
- Mohoro
- Moroni (Capitale dell'isola e dello Stato)
- Mvouni
- N'Tsaoueni
- N'Tsoudjini
- Nkourani
- Pidjani
- Séléa
- Tsidjé

## Mohéli
- Bandaressalam
- Djoiezi
- Fomboni (Capitale dell'isola)
- Hoani
- Kangani
- Mbatsé
- Miringoni
- Mtakoudja
- Ndrondroni
- Nioumachoua
- Ouallah
- Sambia
- Wanani
- Ziroudani